# Rauchkofel (Lienzer Dolomiten)
Der Rauchkofel ist ein 1910 m ü. A. hoher Berg in Osttirol im Bezirk Lienz, welcher vor den Lienzer Dolomiten über die Stadt Lienz wacht. Er liegt auf der Gemeindegrenze zwischen Amlach und Tristach und gehört zum Gebirge der Gailtaler Alpen. Von seinem Gipfel aus hat man Sicht in alle Richtungen: vom Pustertal ins Iseltal, über den Lienzer Talboden, in Richtung Mölltal und Drautal, auf die Lienzer Dolomiten und die Schobergruppe. Auf dem Berg befindet sich der Sender Rauchkofel.